# Préfecture du prétoire des Gaules

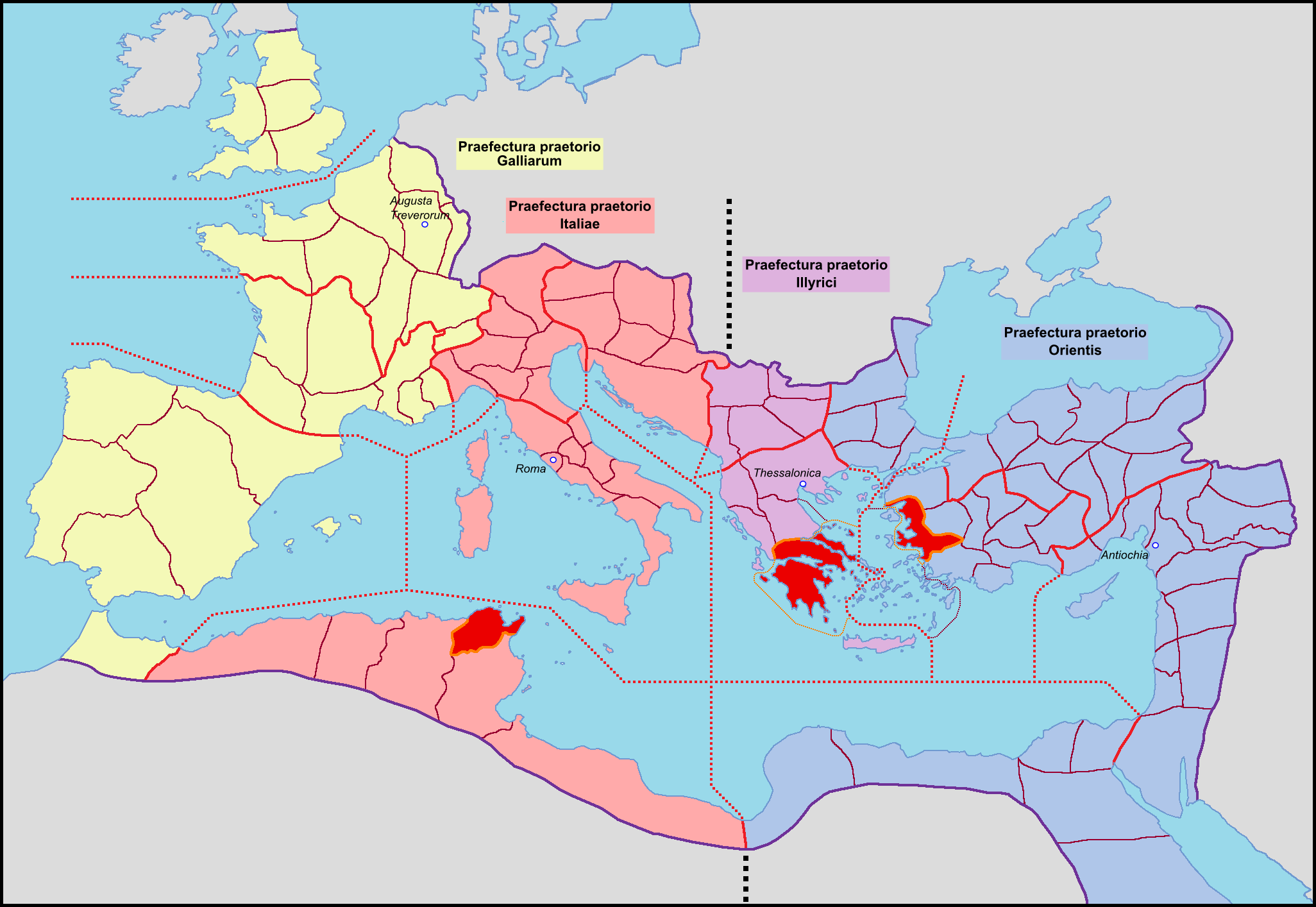
Préfectures du prétoire vers 400 : les Gaules sont en jaune.

La préfecture du prétoire des Gaules (en latin : Prefectura praetorio Galliarum) était l’une des grandes divisions administratives de l’Empire romain tardif (aussi appelé « Bas-Empire ») coiffant les « diocèses » et les « provinces ». Elle comprenait la Bretagne romaine (Grande-Bretagne), la Gaule, la péninsule ibérique et la partie occidentale de la Mauritanie lui faisant face. Créée probablement peu après la mort de Constantin Ier, elle dura jusqu’à l’invasion des Francs en 536. Avec la préfecture d’Italie, elle formera après la partition de l’Empire à la mort de Théodose l’Empire romain d'Occident (Imperium romanum, pars occidentalis, 395-476).

## Contexte historique
En 44, Auguste avait divisé la Gaule conquise par César en trois provinces : l’Aquitaine (le sud-ouest entre les Pyrénées et la Loire), la Lugdunensis (le centre et l’ouest entre la Loire, la Seine et la Saône) et la Belgica (le nord-est et l’est incluant la Belgique moderne, une partie de l’Allemagne et de la Suisse).
Avec l’extension de l’empire sous Auguste et ses successeurs, le nombre total des provinces augmenta, atteignant 47 sous Dioclétien (r. 284 – 305). Cet empereur scindera  celles-ci en unités plus petites  (elles passent de 47 à 85),, tout en les regroupant vers 297 en douze diocèses gérés par des vicaires, intermédiaires entre les gouverneurs (province) et les préfets du prétoire (préfecture).
Les diocèses où l’on parlait habituellement latin (Gaules et Italie) furent confiées à son coempereur, Maximien (r. 286 – 305), assisté d’un césar, Constance Chlore, jusque-là son préfet du prétoire,. Les diocèses où l’on parlait grec formèrent la préfecture du prétoire d’Orient.

## Histoire
Il est difficile d’établir précisément à quel moment se fit la transformation de ce qui avait été une fonction militaire (préfet du Prétoire) en une administration territoriale,. Continuant l’œuvre de Dioclétien, Constantin poursuivit la séparation des carrières militaire et civile. Le préfet du prétoire perdit le commandement des armées au profit d’un dux, choisi parmi les officiers militaires, et  devint essentiellement un administrateur civil,,.

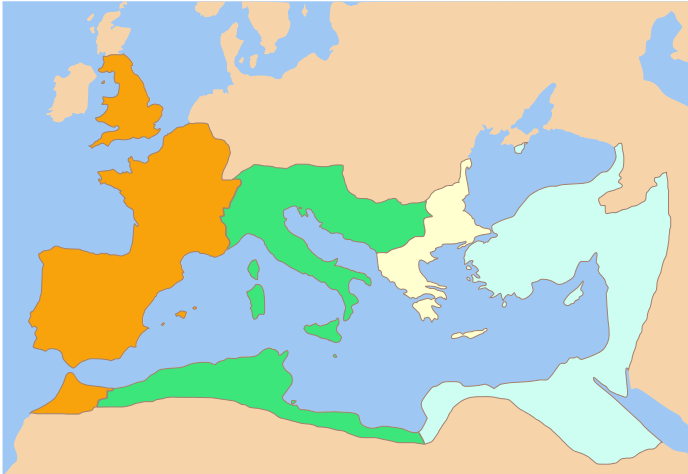
Partage de l'Empire romain entre les Césars nommés par Constantin : de l'ouest à l'est, les territoires de Constantin II, Constant Ier, Flavius Dalmatius et Constance II.

Après la mort de Constantin Ier (r. 306-337), son empire fut divisé entre ses fils, Constantin II, Constance II et Constant Ier,, ainsi que ses neveux, les césars Flavius Dalmatius et Flavius Hannibalianus,. Cet arrangement ne devait guère durer, les trois frères faisant assassiner la plupart des autres membres de la famille par l’armée , avant de se rencontrer en Pannonie et, le 9 septembre 337, de diviser l’empire entre eux. Constantin II (r. 337 – 340)  qui avait été nommé César en même temps que Crispus  et qui résidait habituellement à Trêves reçut les Gaules, la Bretagne romaine (la Grande-Bretagne) et l’Hispanie. Son frère cadet, Constant Ier  obtiendra sous sa tutelle l'Italie, l'Afrique et la Pannonie. En 339 toutefois, Constant Ier s'affranchira de cette tutelle; l'année suivante, Constantin II marchera sur l'Italie avec ses troupes, mais y sera tué, à la suite de quoi Constant Ier prit le contrôle du domaine de son frère.
Après la partition définitive de l’empire à la mort de Théodose Ier (r. 379 – 395)  la préfecture des Gaules fit partie de l’Empire romain d’Occident qui échut à Flavius Honorius  (r. 395 – 423) ; sa capitale fut établie à Augusta Treverorum (aujourd’hui Trêves en Allemagne) et le  demeura probablement jusqu’en 402 ou 407 lorsqu’elle fut transférée à Arelate (Arles).
Arles était toutefois la cible des Wisigoths installés en Provence depuis 418. Avec le reste de cette région, elle tombera entre les mains de leur chef Euric en 476, l’année même au cours de laquelle Romulus Augustule fut forcé d’abdiquer par Odoacre après la chute de sa capitale Ravenne, mettant ainsi fin à l’Empire romain d’Occident.
Envoyé en Italie en 488 par l’empereur byzantin Zénon pour destituer Odoacre, Théodoric le Grand (r. 493 – 526), roi des Ostrogoths, y avait fondé un royaume autonome tout en maintenant le système administratif romain. Bien qu’il ait épousé la sœur du roi des Francs, Clovis, il fut bientôt aux prises avec ceux-ci lorsqu’il devint régent du roi des Wisigoths, son petit-fils Amalaric, après la mort d’Alaric II aux mains des Francs lors de la bataille de Vouillé en 507.
Luttant contre les Francs, il prit le contrôle de la Provence après avoir assiégé Arles en 507 et 508, puis du Languedoc et du Roussillon où il rétablira la préfecture dont Arles sera à nouveau la capitale. Cet intermède ne dura qu’une vingtaine d’années : en 536, les Francs s’empareront du territoire, alors que les Ostrogoths étaient occupés en Italie à lutter contre le général Bélisaire, envoyé par Justinien Ier (r. 527 – 565) lors de la  Guerre des Goths (535-553). Il se peut toutefois que   l’administration provinciale romaine ait été préservée dans cette partie de la Gaule qui avait fait partie du royaume ostrogothique; Grégoire de Tours (540-594) dans ses écrits fait allusion à un rector provinciae ou praefectus, réminiscence probable du préfet du prétoire ayant existé au temps de Théodoric.

## Subdivisions territoriales

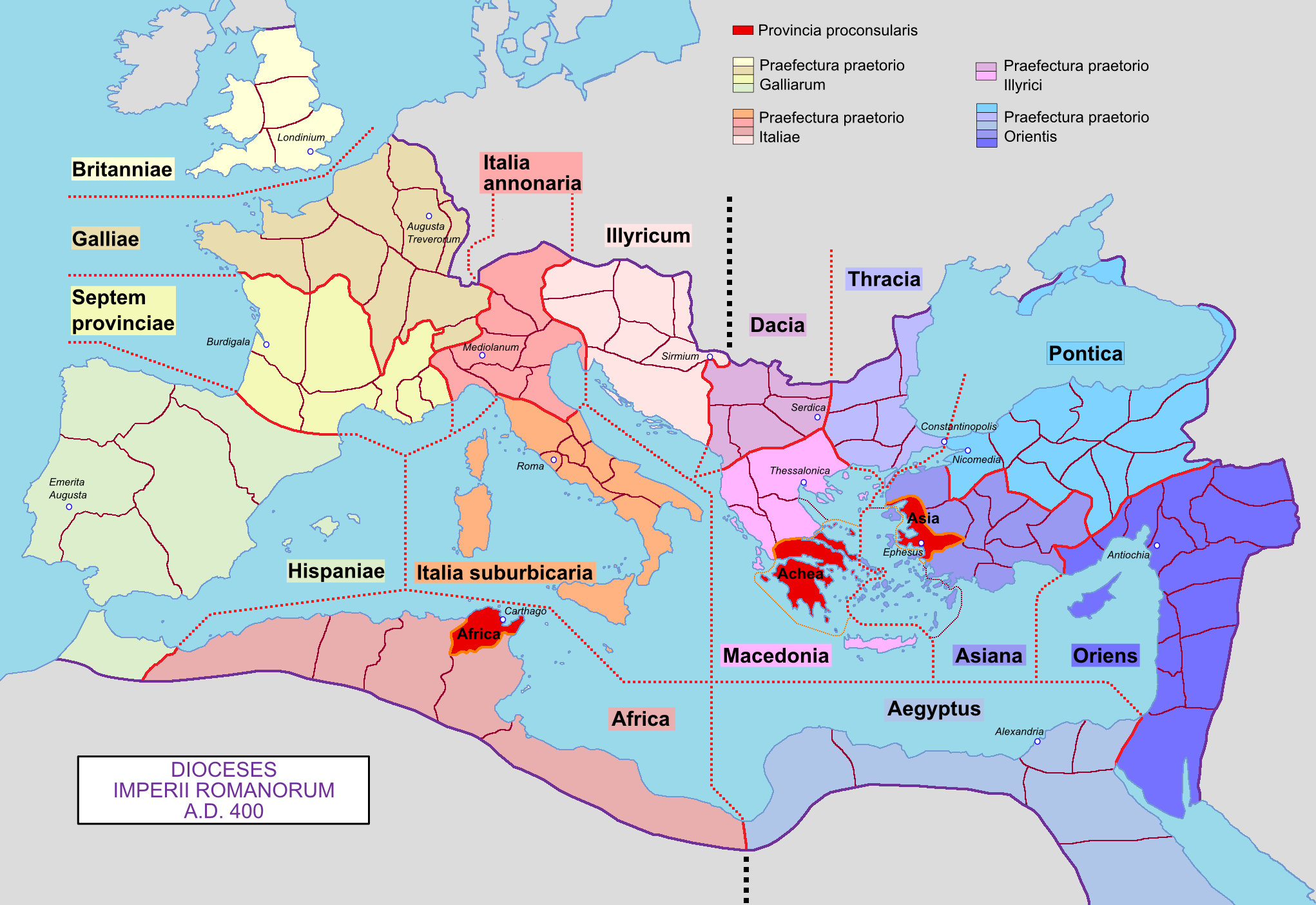
Les diocèses, subdivisions des préfectures du prétoire vers 400.

La préfecture des Gaules  comprenait, du nord au sud :
- la Bretagne (Britannia), la partie de l'île de Grande-Bretagne située au Sud du mur d'Antonin,
- la Gaule transalpine (Gallia transalpina), (Note : La Gaule cisalpine (Gallia cisalpina) ne relevait pas de la préfecture des Gaules),
- l'Hispanie (Hispania), soit la péninsule Ibérique, avec les îles Baléares,
- la partie occidentale de la Maurétanie, en Afrique romaine.

La préfecture des Gaules était divisée en quatre diocèses, administrés par un vicaire :
- Le diocèse d'Hispanie (280c-409), dont le vicaire résidait à Mérida, comprenait les provinces suivantes :
  - En Hispanie citérieure, la Tarraconaise (Tarraconensis), la Gallécie (Gallaecia), la Carthaginoise (Carthaginensis) et les Baléares (Baleares insulae) ;
  - En Hispanie ultérieure, la Bétique (Baetica) et la Lusitanie ;
  - En Maurétanie, la Maurétanie tingitane (Tingitania) ;
- Le diocèse des Gaules (314-486), dont le vicaire résidait à Trèves, comprenant les provinces suivantes :
  - En Gaule lyonnaise, la Lyonnaise première (Lugdunensis prima), la Lyonnaise seconde (Lugdunensis secunda), la Lyonnaise troisième (Lugdunensis tertia) et la Sénonie (Lugdunensis senonia) ou Lyonnaise quatrième ;
  - En Gaule belgique, la Belgique première (Belgica prima), la Belgique seconde (Belgica secunda), la Grande Séquanaise (Maxima sequanorum) ou Lyonnaise cinquième, la Germanie première (Germania prima) et la Germanie seconde (Germania secunda) ;
  - Dans les Alpes, les Alpes-Pennines ;
- Le diocèse de Vienne ou diocèse des Sept Provinces (314-477), dont le vicaire résidait à Bordeaux, comprenait les provinces suivantes :
  - En Gaule narbonnaise, la Narbonnaise première (Narbonensis prima), la Narbonnaise seconde (Narbonensis secunda) et la Viennoise (Viennensis) ;
  - Dans les Alpes, les Alpes-Maritimes ;
  - En Gaule aquitaine, l'Aquitaine première (Aquitania prima ou  Aquitanica prima), l'Aquitaine seconde (Aquitania secunda ou Aquitanica secunda) et la Novempopulanie ;
- Le diocèse des Bretagnes (296-410), dont le vicaire résidait à Londres, comprenait les provinces suivantes :
  - En Bretagne supérieure, la Grande Césarienne (Maxima caesariensis) et la Bretagne première (Britannia prima) ;
  - En Bretagne inférieure, la Flavie Césarienne (Flavia caesariensis) et la Bretagne seconde (Britannia secunda) ;
  - Entre les murs d'Hadrien et d'Antonin, la Valentia.

## Liste des préfets du prétoire des Gaules connus

### IVesiècle
- Junius Annius Bassus (318-331)
- Caius Caelius Saturninus (331-335)
- Caius Annius Tiberianus (it) (335-337)
- Aurelius Ambrosius (337-340)
- Aconius Catullinus Philomathius (en) (341, il n’est pas certain qu’il ait occupé le poste)
- Fabius Titianus (en) (341-350)
- Vulcacius Rufinus (353-354)
- Caius Ceionius Rufius Volusianus Lampadius (354-355)
- Honoratus (it) (355-357)
- Flavius Florentius  (c. 357-360)
- Nebridio (it) (360-361) (? Nebridius actif vers 550, et Nimfridius actif vers 800)
- Decimius Germaniacus (it) (361)
- Flavius Sallustius (en) (en 363)
- Sextus Claudius Petronius Probus  (366)
- Vulcacius Rufinus (2e terme, 366-368)
- Viventius (en) (368-371)
- Maximin (préfet du prétoire) (371-376)
- Flavius Claudius Antonius (376-377)
- Ausone  (377-378, copréfet en 376)
- Siburius (en) (378-382)
- Flavius Mallius Theodorus (382-383)
- Flavius Euodius (c. 384-386)
- Constantinianus (ru) (389)
- Neoterius (390)
- Hilarius (pt) (396)
- Theodorus (it) (396/397)
- Flavius Vincentius (397-400)

### Vesiècle
- Andromachus (c. 401)
- Claudius Posthumus Dardanus (premier mandat vers 402)
- Romulianus (it) (404-405)
- Petronius (it) (402-408) – capitale de la préfecture transférée à Arelate en 407
- Limenius (it) (408) - assassiné à Ticinum (Pavie)
- Apollinaris (en) (408)
- Decimus Rusticus (409-411)
- Claudius Posthumus Dardanus (2e mandat, 412-413)
- Vicentius (413)
- Iulius (c. 414)
- Agricola (416-418)
- Exuperantius (it) (421-424)
- Amatus (c. 425)
- Flavius Aetius (426-c. 427)
- Auxiliaris (it) (435-437)
- Avitus (c. 439)
- Florentius (439)
- Caecina Decius Aginatius Albinus (en) (440)
- Marcellus (it) (c. 441-445)
- Tonantius Ferreolus  (450/451-453)
- Priscus Valerianus (avant 456)
- Paeonius (it) (456-458)
- Magnus (459-460)
- Arvandus (461-465, 467-468)
- Magnus Felix (it) (469)
- Flavius Magnus (vers 470)
- Eutropius (it) (c. 471)
- Polemius (ru) (475-après 477) – ce qui restait de la préfecture en Provence est conquis par les Wisigoths.

### VIesiècle
- Petrus Marcellinus Felix Liberius 510-536) – Préfet pendant la domination des Ostrogoths.